# Gwladys Yvonne McKeon
Gwladys Yvonne McKeon est une biologiste et une parasitologiste australienne d’origine britannique, née le 23 août 1897 à Llanelli dans le Pays de Galles et morte le 15 août 1979 à Brisbane.
Sa famille émigre définitivement en Australie vers 1899 où son père, instituteur, avait travaillé quelques années auparavant. Elle est la première femme à obtenir un diplôme de parasitologie en Australie. Elle étudie notamment les nématodes. Elle se spécialise plus tard dans l'étude du varech et des invertébrés marins. En 1966, elle écrit un manuel Life on the Australian Seashore (Brisbane).

## Publications
- Life on the Australian seashore, Brisbane, Sydney, Jacaranda, 1966, 150 p. (OCLC 6384094)